# غوان كستنائي البطن
غوان كستنائي البطن (الاسم العلمي: Penelope ochrogaster) هو نوع من الطيور يتبع جنس الغوان بنيلوب من فصيلة القرازية.